# Ophiorrhiza brachyantha
Ophiorrhiza brachyantha är en måreväxtart som beskrevs av Steven P. Darwin. Ophiorrhiza brachyantha ingår i släktet Ophiorrhiza och familjen måreväxter.
Artens utbredningsområde är Vanuatu. Inga underarter finns listade i Catalogue of Life.